# Молодёжная сборная Швейцарии по хоккею с шайбой
Молодёжная сборная Швейцарии по хоккею — официальный представитель своей страны, Швейцарии, на молодёжных международных турнирах. Управляется Швейцарской федерацией хоккея (нем. Schweizerischer Eishockeyverband), которая является одной из членов Международной федерации хоккея на льду.

## История
Молодёжная сборная Швейцарии дебютировала на чемпионате мира 1977 года матчем против сборной СССР (1:18), где заняла последнее восьмое место.
На чемпионате мира 1998 года швейцарцы завоевали единственные в активе сборной бронзовые медали.